# Interzelebration
Unter Interzelebration versteht man im weitesten Sinn die gemeinsame Feier eines Gottesdienstes durch Geistliche verschiedener Konfession. Meist wird der Begriff auf die gemeinsame Feier der Heiligen Messe und der Göttlichen Liturgie bzw. Abendmahls angewandt. In diesem Falle ist sie ein weitergehender Sonderfall der Interkommunion. Auch die grundsätzliche Möglichkeit, dass Amtsträgerinnen und Amtsträger einer Konfession Eucharistiefeiern einer anderen Konfession vorstehen, kann als Interzelebration bezeichnet werden.

## Die volle Abendmahlsgemeinschaft
Die Austauschbarkeit der Amtsträger oder die gemeinsamen Abendmahlsfeiern durch Geistliche verschiedener Kirchen setzen normalerweise die volle Kirchengemeinschaft voraus. Diese ist zwischen solchen Kirchen anerkannt, die sich auf dasselbe Bekenntnis beziehen, also  beispielsweise zwischen den Mitgliedskirchen des Lutherischen Weltbunds, zu dem unter anderem die lutherischen Landeskirchen in Deutschland gehören, oder den Gliedkirchen des Internationalen Lutherischen Rates, zu dem beispielsweise die Selbständige Evangelisch-Lutherische Kirche und die Lutherische Kirche-Missouri Synode gehören.
Auf römisch-katholischer Seite besteht die „volle Abendmahlsgemeinschaft“ (d. h. Kommuniongemeinschaft einschließlich Konzelebration der Amtsträger) nur unter den römisch-katholischen Teilkirchen (Diözesen) und mit den „unierten“ Teilen der Ostkirchen.
Auch Kirchen unterschiedlichen Bekenntnisses haben nach intensiven theologischen Gesprächen Abendmahlsgemeinschaft vereinbart, meist als Kanzel- und Abendmahlsgemeinschaft umfassende Kirchengemeinschaft. Diese Abendmahlsgemeinschaft schließt sowohl die gegenseitige Teilnahme am Abendmahl als auch die Interzelebration mit ein. Sie besteht beispielsweise zwischen den meisten lutherischen, reformierten und methodistischen Kirchen Europas durch die Leuenberger Konkordie von 1973 und zwischen den anglikanischen Kirchen der britischen Inseln und den lutherischen Kirchen der nordischen und baltischen Länder auf Grundlage der Porvoo-Gemeinschaft. Auch die auf dem Bonn Agreement von 1931 beruhende Gemeinschaft zwischen den altkatholischen Kirchen der Utrechter Union und den Kirchen der Anglikanischen Kirchengemeinschaft, die zunächst nur die gegenseitige Zulassung zum Abendmahl umfasste,  wird seit langem als full communion gelebt, die auch die Interzelebration einschließt.

## Die Ablehnung der Interzelebration
Das Kirchenrecht der römisch-katholischen Kirche und das katholische Ostkirchenrecht verbieten die Interzelebration (CIC, can. 908 und CCEO, can. 702). Papst Johannes Paul II. stellte in der Enzyklika Ecclesia de eucharistia fest:

„Weil die Einheit der Kirche, welche die Eucharistie durch das Opfer und den Empfang des Leibes und Blutes des Herrn verwirklicht, unter dem unabdingbaren Anspruch der vollen Gemeinschaft durch die Bande des Glaubensbekenntnisses, der Sakramente und des kirchlichen Leitungsamtes steht, ist es nicht möglich, die eucharistische Liturgie gemeinsam zu feiern, bevor diese Bande in ihrer Unversehrtheit nicht wiederhergestellt sind. Eine derartige Konzelebration wäre kein gültiges Mittel, sondern könnte sich sogar als ein Hindernis für das Erreichen der vollen Gemeinschaft erweisen. Sie würde den Sinn dafür abschwächen, wie weit das Ziel entfernt ist, und eine zweideutige Auffassung über die eine oder andere Glaubenswahrheit mit sich bringen und fördern. Der Weg zur vollen Einheit kann nur in der Wahrheit beschritten werden. (Nr. 44)“

Für die orthodoxen Kirchen ist die gemeinsame Feier der Eucharistie der Zentralpunkt schlechthin für eine existierende Einheit von Kirche und Theologie, nicht aber ein Weg, um eine solche Einheit zu erreichen. In ihrem Verständnis ist die orthodoxe Kirche definiert als der Teilnehmerkreis der göttlichen Liturgie (und nichts anderes). Von daher stellt allein das Vorhandensein des Begriffes „Interzelebration“ ein Paradoxon dar und ist somit per definitionem gar nicht möglich.
Auch Pfarrer der Selbständigen Evangelisch-Lutherischen Kirche (SELK) dürfen an einer Interzelebration mit Amtsträgern der EKD, der römisch-katholischen Kirche oder anderer Gemeinschaften nicht teilnehmen, da eine Übereinstimmung in der Lehre nicht gegeben ist.